# Michela Ciarrocchi
Michela Ciarrocchi (Viterbo, 16 dicembre 1999) è una pallavolista italiana, centrale della Roma Club.

## Carriera

### Club
La carriera di Michela Ciarrocchi inizia nella stagione 2014-15 con il Volleyrò, in Serie B2: milita nella stessa categoria nell'annata 2015-16 con l'All Volley e in quella 2016-17 ritornando al Volleyrò.
Nella stagione 2017-18 si trasferisce alla Zambelli Orvieto, in Serie A2, dove resta per due annate, per poi vestire la maglia del Pinerolo per il campionato 2019-20, sempre in serie cadetta. Nella stagione 2020-21 esordisce in Serie A1 grazie all'ingaggio da parte del Casalmaggiore.
Per il campionato 2021-22 ritorna in Serie A2 con la Millenium Brescia, mentre in quello successivo si accasa alla Roma Club, con cui si aggiudica la Coppa Italia di Serie A2 e ottiene la promozione in Serie A1, divisione che disputa con la stessa squadra a partire dalla stagione 2023-24: con la società di Roma vince la WEVZA Cup 2024 e la Challenge Cup 2024-25.

## Palmarès

### Club
- Coppa Italia di Serie A2: 1

2022-23
- Challenge Cup: 1

2024-25
- WEVZA Cup: 1

2024